# Alessandra D'Ettorre
Alessandra D'Ettorre (Castelvecchio Calvisio, 8 maggio 1978) è un'ex ciclista su strada e pistard italiana, attiva tra le Elite dal 1997 al 2013. Fu campionessa mondiale juniores nel 1996 ed europea Under-23 nel 2000.

## Carriera
In carriera fu convocata per quattro volte in Nazionale Elite per partecipare ai campionati del mondo, nel 2000 a Plouay, nel 2002 a Zolder, nel 2005 a Madrid e nel 2011 a Copenaghen. Nel 2008 è stata inoltre riserva della squadra che ha preso parte ai Giochi olimpici di Pechino.

## Palmarès

### Strada
- 1996

Campionati del mondo juniores, Prova in linea
- 2000

Campionati europei, Prova in linea Under-23
- 2007

6ª tappa Giro della Toscana-Memorial Fanini (Quarrata > Firenze)
- 2008

Criterium Lancy
1ª tappa Tour de Pologne (Zadzim > Poddębice)
- 2009

Grand Prix Cham-Hagendorn

### Pista
- 2006

Campionati italiani, Scratch
Campionati italiani, Corsa a punti

## Piazzamenti

### Grandi Giri
- Giro d'Italia

1998: ?
1999: 55ª
2000: 39ª
2001: ritirata
2002: ritirata
2003: 56ª
2004: 109ª
2006: 98ª
2007: 98ª
2008: 56ª
2009: 55ª
2010: 71ª
2011: 59ª
2012: 69ª
2013: 59ª

### Competizioni mondiali
- Campionati del mondo

Novo Mesto 1996 - In linea Juniores: vincitrice
Plouay 2000 - In linea Elite: 25ª
Zolder 2002 - In linea Elite: 47ª
Madrid 2005 - In linea Elite: ritirata
Copenaghen 2011 - In linea Elite: 40ª
Toscana 2013 - Cronosquadre: 16ª
- Coppa del mondo

World Cup 2009: 63ª (14 punti)
World Cup 2010: 74ª (10 punti)